# Poza sansovinowska

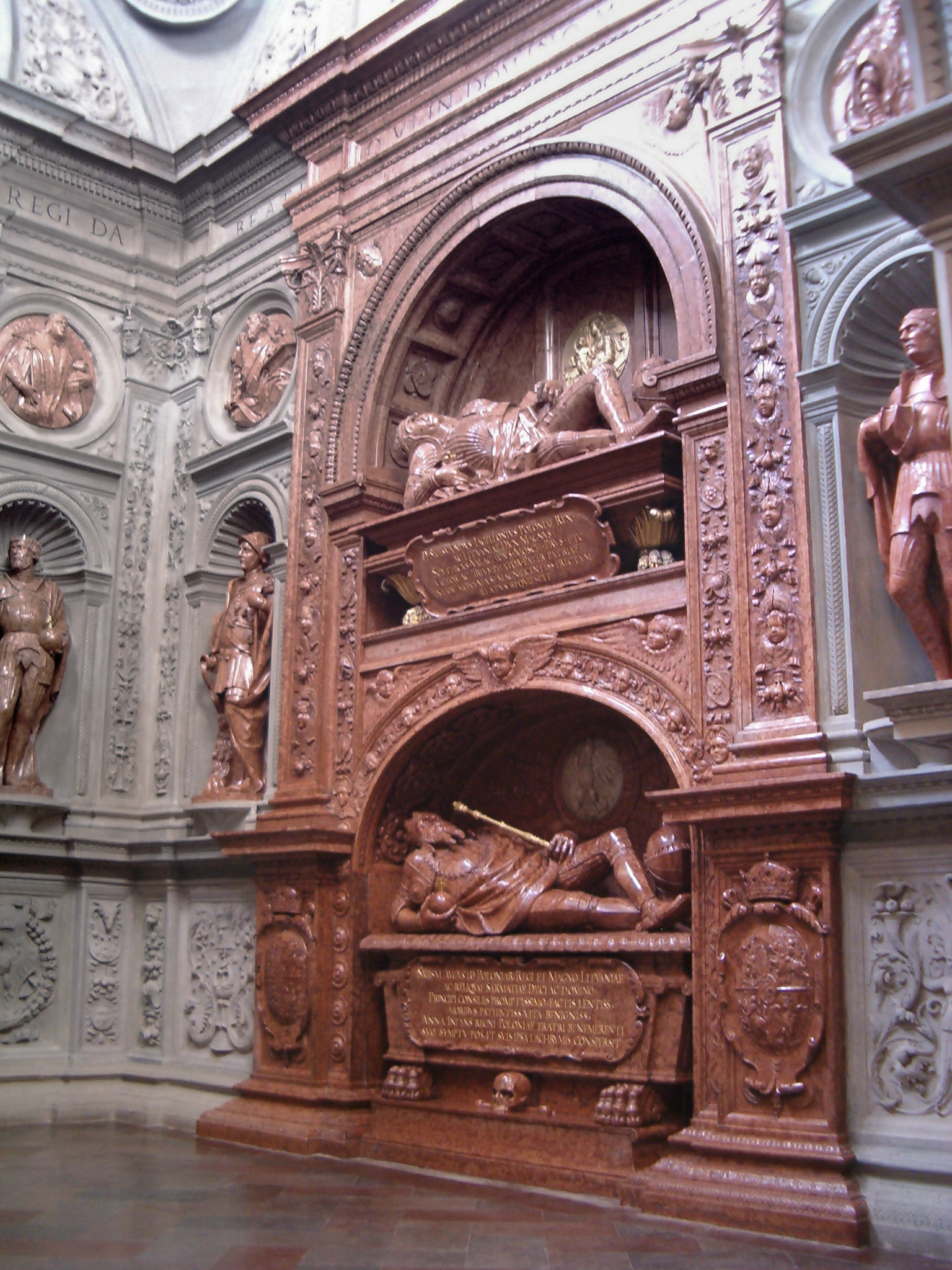
Nagrobek Zygmunta I Starego i Zygmunta II Augusta w Kaplicy Zygmuntowskiej na Wawelu w Krakowie

Poza sansovinowska – w rzeźbie przedstawienie zmarłego w pozycji leżącej na boku, z korpusem podpartym na przedramieniu oraz ugiętą nogą w kolanie. Jest to typ przedstawienia stworzony przez włoskiego rzeźbiarza Andreę Sansovina